# V/H/S/85
V/H/S/85 es una película de terror de antología y metraje encontrado coproducción estadounidense-mexicana de 2023 y la sexta entrega de la franquicia V/H/S. La película presenta segmentos de David Bruckner, Scott Derrickson, Gigi Saul Guerrero, Natasha Kermani y Mike P. Nelson.
La película recibió críticas positivas después de su estreno mundial en el Fantastic Fest en septiembre de 2023 y se lanzó el 6 de octubre de 2023 a través de Shudder.

## Argumento

### Total Copy/narrativa de marco (prólogo)
- Dirigida por David Bruckner

Un narrador presenta un documental sobre un equipo de científicos en la Universidad de Stamer que estudia a un ser metamorfo al que llaman "Rory".

### No Wake
- Escrito y dirigido por Mike P. Nelson

Siete amigos: Rob, quien está grabando este segmento; Anna, la hermana de Rob; Jared, el novio de Anna; Drew; Robin; Kevin; y Kelly, viajan en una autocaravana para acampar en un lago. Ignoran las señales que advierten a los visitantes sobre nadar. Rob, Drew, Robin, Kevin y Kelly entran al agua en un bote mientras Anna y Jared se quedan atrás. Mientras hacen esquí acuático, son baleados y asesinados por un francotirador invisible en la orilla. Momentos después, Rob, Drew, Robin y Kelly recobran la conciencia a pesar de sus heridas mortales. Al regresar a la orilla, encuentran que su autocaravana tiene el número romano siete pintado en ella con sangre; también encuentran a Anna y Jared muertos. Los supervivientes concluyen que el agua en el lago tiene la capacidad de traer a los muertos de vuelta a la vida, y como fueron los únicos en el grupo que entraron al agua, solo ellos fueron resucitados. Deciden vengarse de sus atacantes mientras el segmento llega a su fin.

### Total Copy (interludio 1)
El documental revela que "Rory" fue encontrado en la cima de una meseta y llevado a la Universidad de Stamer para ser estudiado por un equipo bajo la supervisión del Dr. Spratling. Con la esperanza de educar al ser sobre la cultura humana, Rory es contenido en una pequeña habitación con un televisor, que transmite (entre otras cosas) videos de ejercicios. Spratling está convencido de que el equipo puede comunicarse con Rory.

### God of Death
- Escrito y dirigido por Gigi Saul Guerrero

Corto de producción mexicana. Una tripulación de noticias mexicana se prepara para el noticiero matutino en Ahorita TV. Un terremoto ocurre durante la transmisión, matando a toda el equipo, excepto al camarógrafo, Luis. Es ayudado a salir de los escombros por un equipo de rescate. Intentan abrirse paso fuera del edificio, pero están bloqueados por los escombros. Un miembro del equipo de rescate, Javier, resulta gravemente herido durante una réplica; él obliga a una de sus compañeras, Karla, a acelerar su muerte. Karla, Luis y otros dos hombres del grupo, Miguel y Eddie, se abren camino a través de un espacio estrecho, donde entran en una habitación con paredes hechas de calaveras y una estatua de un antiguo dios azteca llamado Mictlán. Mictlān posee a Eddie, quien luego mata a Miguel. Mictlān se materializa detrás de Eddie poseído y lo mata arrancándole el corazón, que luego procede a comer. Karla sucumbe a la influencia del dios y mata a Luis, arrancándole el corazón como ofrenda. La habitación finalmente colapsa. Un reportero de noticias sobreviviente transmite desde afuera del edificio, diciendo que "Hoy, 19 de septiembre, aproximadamente a las 7:20 am, será un día para recordar".

### Total Copy (interludio 2)
Rory ha comenzado a mostrar la habilidad de mutar en un cuerpo humano y vagamente parecerse a uno. Las imágenes se entrelazan con una entrevista a una científica, la Dra. Greyson, que había abandonado el equipo. Ella dice que cuando se descubrieron las habilidades de cambio de forma de Rory, Spratling debería haber tenido más precaución.

### TKNOGD
- Dirigido por Natasha Kermani

Ada Lovelace, una artista de performance, abre un espectáculo para una pequeña audiencia en un teatro. Explica que el mundo ha matado a Dios y lo ha reemplazado con el "Dios de la Tecnología". Presenta un video de una demostración de un dispositivo de software de realidad virtual que permite al usuario existir simultáneamente en el plano físico y digital. Ada se adorna con un casco de RV, guantes y un traje de cuerpo completo. Se proyecta otro video que muestra lo que Ada ve a través de su casco, representando un paisaje electrónico. Después de que Ada realiza una incantación para tratar de despertar al "Dios de la Tecnología" y se burla de él como un "mito", una figura misteriosa aparece en la pantalla. Ada intenta, pero finalmente no logra, quitarse el casco y los guantes. La entidad ataca a Ada, y sus heridas en el mundo virtual la afectan en la vida real. Pronto sucumbe a sus heridas y, mientras la audiencia sorprendida aplaude, creyendo que es parte del acto, el camarógrafo retira el visor del casco, revelando que el cerebro de Ada y el tejido facial expuesto se han fusionado con el casco.

### Total Copy (interludio 3)
Rory es mostrado desarrollando un tentáculo con espinas en el extremo. Más adelante, se revela que el tentáculo se llama el "sensor". La Dra. Greyson especula que seres que posean una inteligencia superior a la de los humanos los verían de la misma manera en que los científicos humanos podrían considerar la vida animal, y le preocupa que Rory podría ser un ejemplo de tal ser.

### Ambrosia
- Escrito y dirigido por Mike P. Nelson

La familia Wrigley está celebrando en honor a su hija adolescente Ruth, quien filma la ocasión con su primo James. El joven Adam le dispara a Ruth con una pistola de agua, revelando que se la dio "una señora en una autocaravana" que se ve alejándose a toda velocidad. Esa noche, los Wrigley revelan que están celebrando una antigua tradición familiar: los asesinatos de siete personas, que son un rito de paso que Ruth ha completado. Ella muestra una grabación de una matanza en la que asesinó a siete personas en un lago (como se muestra en "No Wake"). Se escuchan sirenas de la policía mientras los oficiales rodean la casa de la familia. La familia se apresura a defenderse, armándose con armas de fuego. La madre de Ruth le recuerda que no debe ser capturada con vida, para no avergonzar a la familia. Mientras la policía asalta la casa y mata a tiros a la familia de Ruth, ella mata a James después de que confiesa que tiene demasiado miedo para luchar. Luego, Ruth es abatida por la policía. Mientras un forense examina los cuerpos, Ruth revive y, en estado de shock, dispara al forense. Luego, se dispara en la cabeza pero sigue viva. Finalmente, es arrestada en gran angustia. El video muestra a Robin, una de las víctimas de Ruth en la masacre junto al lago, llenando la pistola de agua con agua del lago.

### Total Copy (interludio 4)
Gary, uno de los científicos, se perturba cuando Rory toma su apariencia, ya que Gary es el único en el grupo que nunca ha tenido un encuentro cara a cara con Rory. La Dra. Greyson convoca una reunión de emergencia. Ella dice que Gary nunca ha estado en la cámara, luego deduce que Rory puede ver a través del espejo unidireccional que separa su confinamiento y la sala de estudio. Mientras Greyson expresa su preocupación, Spratling lo ve como un milagro, argumentando que Rory está traspasando sus restricciones para establecer contacto. Greyson explica en una entrevista que Spratling no merecía lo que le sucedió, pero que se lo buscó, y que principalmente simpatiza con las personas que Spratling "se llevó consigo".

### Dreamkill
- Dirigida por Scott Derrickson

Un allanamiento de morada se ve desde el punto de vista del asesino. Se puede escuchar a la mujer que está adentro hablando por teléfono con un operador del 911. El asesino finalmente la encuentra y procede a atarla con cinta adhesiva, cortarle la garganta con un cortador de carne eléctrico y abrirle los ojos con una navaja de afeitar. Después de que la policía llega a la casa, el detective principal, Wayne, le comenta a su compañero, Bobby, que la escena del crimen le resulta familiar debido a una cinta de video que recibió en la estación unas semanas antes y que mostraba a una mujer asesinada de la misma manera. Otro vídeo desde el punto de vista del asesino lo muestra entrando a otra casa y, después de luchar contra el hombre que está dentro y cortarle los dedos, el asesino lo mata, le arranca un trozo de pierna y le abre el pecho. La policía llega a la casa y, nuevamente, Wayne le explica a Bobby que ya había visto imágenes de este asesinato en una cinta que recibió hace días. Wayne rastrea la fuente de las cintas y captura al responsable de enviarlas: Gunther, el hijo de Bobby, un adolescente gótico. Cuando Gunther es interrogado sobre las cintas, afirma que vio los asesinatos en sus sueños y que sus sueños se manifestaban en las cintas. Envió las cintas a la comisaría como forma de advertir a la policía. Wayne no cree la historia, pero Bobby explica que su familia tiene un don psíquico que les permite ver el futuro. Su hermana se suicidó después de volverse loca al verlos, y la prima de Gunther, Gwen, tuvo los mismos sueños psíquicos cuando secuestraron a su hermano. Se encuentra una última cinta que revela un tercer asesinato con la víctima desmembrada y decapitada. Bobby y Wayne reconocen la casa en la cinta y van a investigar. Fuera de la casa, Wayne confronta a Bobby por haber conocido sus conexiones con los asesinatos: las mujeres asesinadas en la primera cinta y en la última acusaron a Bobby de agresión sexual y acoso, y el hombre en la segunda cinta era un abogado que las representaba. Wayne también le dice a Bobby que se enteró de que Bobby tuvo que entregar su placa después de que las mujeres lo acusaran de agresión sexual y acoso. Mientras Wayne le ruega a Bobby que diga la verdad, le dispara a Wayne en la cabeza, matándolo instantáneamente. Luego, Bobby se dirige a la casa para cometer el asesinato del sueño de Gunther. Mientras está en la comisaría, Gunther mira por el visor de la cámara en la sala de interrogatorios y descubre que está reproduciendo su sueño. Bobby regresa a la estación y encuentra a Gunther, quien se da cuenta de que su padre es el asesino. Gunther revela que ya sabe cómo termina esto, ya que lo acaba de ver en un sueño. Mientras Bobby intenta matar a Gunther, llegan agentes de policía y abren fuego contra él. Bobby se defiende y los mata, pero luego Gunther lo mata a él.

### Total Copy (epílogo)
Rory no responde a los estímulos, lo que Spratling interpreta como que está enfermo. La Dra. Greyson discrepa, diciendo que si Rory es tan inteligente como dice Spratling, entonces Rory podría estar manipulándolo. Más tarde esa noche, Greyson abandona el estudio. Intenta convencer a otros para que la sigan, pero no tiene éxito. El narrador del documental revela que, aunque las autoridades han compartido imágenes de lo que sucedió en la Universidad de Stamer, el documental no las mostrará debido a la naturaleza perturbadora de las imágenes y la preocupación por el bienestar de los espectadores. La cinta corta a una pantalla en negro que revela que las siguientes imágenes son propiedad de la Universidad de Stamer, cedidas al programa sin intención de distribución.
Después de que Greyson abandona el grupo, Spratling envía a Gary a la habitación de Rory para darle una inyección de adrenalina, pero antes de que pueda hacerlo, Rory expone su "sensación" y la enrolla alrededor del brazo de Gary. Aunque Spratling y Porter logran sacar a Gary de la habitación, Rory brota otra "sensación" que usa para arrastrar a Gary a su habitación y matarlo; Porter sufre el mismo destino. Spratling y el camarógrafo corren para escapar, pero debido a la sangre en la mano de Spratling, el escáner de la puerta no puede leer su huella dactilar. La "sensación" de Rory se extiende por el pasillo y los mata a ambos. Luego, Rory tira el cadáver del camarógrafo de vuelta a su habitación, donde ha asumido una forma alienígena y está manipulando los cadáveres para que imiten los videos de ejercicios que se muestran en la pantalla de televisión.

## Reparto
| Total Copy - Jordan Belfi como Dr. Pike Spratling - Miller Tai como Dr. Gary Newell - K.T. Thangavelu como Dr. Margaret Porter - Kelli Garner como Dr. Sarah Greyson - Chuck McCollum como Drake Rogers - Mark Sipka como un técnico - Colton Little como un hombre en la televisión - Shelby Steel como una mujer en la televisión | No Wake/Ambrosia - Alex Galick como Rob - Anna Sundberg como Robin - Chelsey Grant como Kelly - Toussaint Morrison como Drew - Tyler Nobel como Kevin - Anna Hashizume como Anna - Tom Reed como Jared - Evie Bair como Ruth - Renee Werbowski como Renee - Mike Lester como James - Justen Jones como Tío Jeff - Lauren Anderson como Tía Susan - Bonnie Sorenson como Carol - Murray Nelson como Adam - Christopher Gasser como Primo Christopher - Ed Noreen como Abuelo Art - Kim Hermes como Forense | God of Death - Gabriela Roel como Lucia De León - Ari Gallegos como Luis - Gigi Saul Guerrero como Gabriela Maldonado - Marcio Moreno como Eddie - Felipe De Lara como Miguel - Florencia Ríos como Karla - Gerardo Oñate como Javier - José María Higareda como Mictlán | TKNOGD - Chivonne Michelle como Ada - Andrew Ghai como Gerente de Escenario - Rick Darge como El Inventor | Dreamkill - James Ransone como Bobby - Freddy Rodríguez como Detective Wayne - Dashiell Derrickson como Gunther - Britt Baron como Karen - Dana DeRuyck como Técnico Forense - Jennifer Peo-Nysmith como detective - Dani Deetté como oficial - Myko Olivier como operador de 911 |

## Producción
En octubre de 2022, Bloody Disgusting anunció V/H/S/85 y que la película se filmó en secreto en conjunto con V/H/S/99. David Bruckner, Scott Derrickson, Gigi Saul Guerrero, Natasha Kermani y Mike P. Nelson fueron anunciados como directores, mientras que Josh Goldbloom, Brad Miska, Bruckner, Chad Villella, Matt Bettinelli-Olpin, Tyler Gillett y James Harris producirían la película.

### Rodaje
La filmación comenzó en abril de 2022. En octubre de 2022, Scott Derrickson confirmó que su segmento ya había sido filmado.

## Lanzamiento
V/H/S/85 se estrenó el 6 de octubre de 2023 exclusivamente en Shudder, después de su estreno mundial en Fantastic Fest el 22 de septiembre de 2023.

## Recepción
En el sitio web agregador de reseñas Rotten Tomatoes, el 73% de las reseñas de críticos son positivas, con una calificación promedio de 6.3/10.
Jacob Hall de Slashfilm afirmó que "esta es la primera película de la serie en la que parece que cada director está disparando directamente a la luna", y le dio una calificación de 7 sobre 10. Mary McAndrews de Dread Central escribió que "V/H/S/85 es posiblemente la entrada más consistente de la serie", elogiando el enfoque en el horror cósmico y "la cambiantes conciencia cultural de los años 80", y le dio una calificación de 4 sobre 5.
Emily Von Seele de Daily Dead consideró que la película es "una entrada excepcionalmente sólida" en la franquicia, destacando la calidad consistente entre los segmentos sin "ningún eslabón débil evidente", y le dio una calificación de 5 sobre 5. En una reseña positiva para The Daily Texan, Ryan Ranc comentó que "'V/H/S/85 se destaca como una de las mejores de la larga franquicia", señalando el "muy satisfactorio desenlace" de la historia principal y calificó la película con 3.5 sobre 5.
Kat Hughes de The Hollywood Reporter elogió la película como una de las mejores de la franquicia, especificando el segmento de Nelson como "por mucho el más sangriento, desordenado y sangriento de todas las historias mostradas" y le dio una calificación de 4 sobre 5.

## Futuro
El 13 de octubre de 2023, durante el panel de V/H/S/85 en la New York Comic Con, Bloody Disgusting y Shudder confirmaron que se está produciendo una séptima película de V/H/S, que será de ciencia ficción. La película está programada para su lanzamiento en 2024.